# Giuseppe Simoni
Giuseppe Simoni (Pavía, Italia, 31 de julio de 1944 (80 años) es un profesor de genética de la Universidad de Milán. 

## Trayectoria
Es conocido por ser el "padre" de los vellos coriónicos, examen de importancia en la diagnóstico prenatal. Muy activo en los estudios cerca del líquido amniótico. Creó un nuevo método para obtener células madre: una parte del líquido amniótico extraído para realizar el diagnóstico prenatal se criocongela y se conserva para uso propio del niño.
En 2009 trabaja como director del Biocell Center.